# Баба Коризма
Баба Коризма је митолошко биће заступљено понајвише међу словенским становништвом у Јадранском приморју.

## Порекло назива
Име овог митолошког створења потиче од термина коризма, који међу словенским становништвом у Јадранском приморју означава Васкршњи пост. Сам термин коризма изведен је од италијанске речи quaresima што у преводу значи Велики пост.

## Карактер
Међу Црногорцима из племена Куча распрострањен је обичај да изјутра на Чисти понедељак, први дан поста, на вратима осване крст од теста за који деца говоре да га је ту оставила баба Коризма. Она се јавља у причама око Васкршњег поста и у другим местима, и обично са њом плаше деца. Према предању, баба Коризма гледа која деца се не придржавају правила поста и кад неко поједе нешто мрсно, узме га и односи у неку страшну рупу. По другој верзији, тамо где деца прекрше пост, искаче баба Коризма и хвата сву децу у врећу те их односи у пећину. Родитељи могу да откупе децу тек на Васкрс, и то ако донесу гомилу шарених јаја. Баба Коризма је очигледно персонификација самог Васкршњег поста која родитељима служи да лакше појасне деци правила понашања у време поста.
У народној традицији, баба Коризма је описана као стара, мршава и висока бака са седам великих зуба од којих по један испадне током сваке недеље Великог поста. У једној руци држала би дренов штап за батинање деце, а у другој би јој се налазила велика врећа у коју би хватала немирну и непослушну децу. Отету децу баба Коризма не би враћала родитељима уколико јој за Васкрс не предају онолико јаја колико би она захтевала, те се стога говорило да их током поста не треба јести како би их било довољно за Васкрс у случају потребе да се њима откупе непослушна деца.
Вук Стефановић Караџић бележио је да би се у Рисну, на чисти понедељак, неки мушкарац облачио у женску одећу носећи на раменима седам штапова и вукући вериге за собом, те да би тако маскиран у баба Коризму плашио локалну децу. Призором такве баба Коризме која чучи на тавану куће, родитељи би касније током поста одвраћали децу од мрсне хране.